# Krek
Krek è il quarto album dei Khold, pubblicato nel 2005.

## Tracce
1. Krek – 2:08
2. Blod Og Blek – 3:05
3. Innestengt I Eikekiste – 3:22
4. Oskorei – 3:46
5. Byrde – 3:37
6. Lysets Flukt – 3:45
7. Grepet Om Kniven – 3:03
8. Midvinterblot – 3:52
9. Varde – 3:07
10. Silur Wie – 4:15

## Formazione
- Sverre "Gard" Stokland – voce, chitarra
- Geir "Rinn" Kildahl – chitarra
- Thomas "Grimd" Arnesen – basso
- Thomas "Sarke" Berglie – batteria